# Ретье, Норбер
Норбер Ретье, устаревшее: Роэттир (фр. Norbert Roëttiers, 1665/1666, Антверпен (?) — 18 мая 1727, Шуази-ле-Руа) — французский и английский медальер и резчик монетных штемпелей. Член бельшой семьи французский ювелиров и медальеров Ретье. Сын медальера и резчика монетных штемпелей Джона Ретье, отец гравёра и ювелира Жака Ретье Третьего.

## Биография
Норбер Ретье родился в 1665 или 1666 году, вероятно, в Антверпене, Южные Нидерланды. С 1684 года был помощником отца, работавшего главным гравёром Лондонского монетного двора, в 1690 году официально назначен помощником гравёра.
Примерно в 1695 году покинул Англию и переехал во Францию, в Сен-Жермен-ан-Ле, где находилась резиденция свергнутого короля Якова II. Изготовил несколько медалей для семьи Стюартов и их сторонников, а также монеты претендентов на английский и шотландский престолы: английские — Якова II и шотландские — Якова VIII, и был назначен гравёром монетного двора претендентов.
В 1704 году назначен генеральным гравёром монет Франции, сменив на этом посту своего дядю Жозефа Ретье, умершего годом ранее. В 1727 году на этом посту его сменил кузен Жозеф-Шарль Ретье.